# Cidaridae
De Cidaridae zijn een familie van zee-egels uit de orde Cidaroida.

## Geslachten
- Onderfamilie Cidarinae Mortensen, 1928
  - † Almucidaris Blake & Zinsmeister, 1991
  - Calocidaris H.L. Clark, 1907
  - Centrocidaris A. Agassiz, 1904
  - Chondrocidaris A. Agassiz, 1863
  - Chorocidaris Ikeda, 1941
  - Cidaris Leske, 1778
  - Compsocidaris Ikeda, 1939
  - † Cyathocidaris Lambert, 1910
  - Eucidaris Pomel, 1883
  - Hesperocidaris Mortensen, 1928
  - Kionocidaris Mortensen, 1932
  - Lissocidaris Mortensen, 1939
  - Tretocidaris Mortensen, 1903
  - † Triassicidaris Smith, 1994
- Onderfamilie Goniocidarinae Mortensen, 1928
  - Austrocidaris H.L. Clark, 1907
  - Goniocidaris Desor, 1846
  - Ogmocidaris Mortensen, 1921
  - Psilocidaris Mortensen, 1927
  - Rhopalocidaris Mortensen, 1927
  - Schizocidaris Mortensen, 1903
- Onderfamilie Stereocidarinae Lambert, 1900
  - † Hirudocidaris Smith & Wright, 1989
  - Phalacrocidaris Lambert, 1902
  - † Sinaecidaris Fourtau, 1921
  - Stereocidaris Pomel, 1883
  - † Temnocidaris Cotteau, 1863
- Onderfamilie Stylocidarinae Mortensen, 1903
  - Acanthocidaris Mortensen, 1903
  - Plococidaris Mortensen, 1909
  - Prionocidaris A. Agassiz, 1863
  - Stylocidaris Mortensen, 1909
- Onderfamilie Typocidarinae Vadet, 1988
  - † Typocidaris Pomel, 1883
- Tribus Phyllacanthina Smith & Wright, 1989
  - Phyllacanthus Brandt, 1835
- Ongeplaatst
  - † Plegiocidaris Pomel, 1883